# ناحیه البینو، شهرستان نابل، ایندیانا
شهرستان البینو، بخش نابل، ایندیانا (به انگلیسی: Albion Township, Noble County, Indiana) یک منطقهٔ مسکونی در ایالات متحده آمریکا است که در ایندیانا واقع شده‌است.

## خصوصیات
شهرستان البینو ۲٬۴۵۶ نفر جمعیت دارد و ۲۹۲ متر بالاتر از سطح دریا واقع شده‌است.